# Least Cost Routing
Least Cost Routing (сокр. от англ.  LCR — «маршрутизация по критерию наименьшей стоимости») — технология (функция), обеспечивающая прохождение телефонного вызова от одного абонента к другому по маршруту, обеспечивающему наименьшую стоимость телефонного соединения (наименьшую стоимость минуты разговора).
Оборудование с поддержкой LCR наиболее активно используется в корпоративном секторе. Основное достоинство LCR — возможность заметно сократить расходы компании на исходящий телефонный трафик. Также, LCR наряду с сетевой нумерацией в некоторых случаях позволяет использовать офисную АТС в качестве транзитной.

## Как работает технология LCR
Сегодня для передачи телефонного трафика используются различные типы сетей связи, самые популярные из них: традиционные телефонные сети общего пользования, сети сотовой связи, IP-сети и другие. При этом в каждой такой сети действуют зачастую десятки операторов и у каждого из них свои тарифы на связь по различным направлениям. Вся эта информация о тарифах заносится в систему LCR.
Теперь при звонке на другой телефонный номер абоненту уже не требуется самому решать, через какого оператора связи дешевле осуществить данный конкретный вызов. Функция LCR по телефонному номеру сама определит куда идет вызов и автоматически выберет из всех доступных операторов того, который обеспечит самую низкую стоимость звонка в данную точку.
Функцию LCR чаще всего настраивают на офисной АТС компании. В простейшем случае реализуют следующий алгоритм:
- если абонент набрал городской телефонный номер — направлять вызов через оператора традиционной телефонии;
- если абонент набрал междугородный/международный телефонный номер — направлять вызов через оператора IP-телефонии.

## Как осуществляется выбор маршрута в LCR
В общем случае при выборе оптимального маршрута прохождения телефонного вызова функция LCR может использовать различные параметры набранного номера, например:
- префикс (код перед телефонным номером);
- первые значащие цифры номера (для более точного определения местоположения вызываемого абонента);
- телефонный номер, с которого осуществляется вызов (например, для руководителей компании могут использоваться каналы с лучшим качеством звука, то есть «не VoIP»);
- время совершения вызова (для учёта скидок на звонки в определенное время, например, ночью);
- дата (для учёта скидок на звонки в определенные дни, например, в выходные и праздники)

и др.
В большинстве случаев для выбора маршрута прохождения телефонного вызова функция LCR используется именно префикс.
Пример настройки LCR по префиксу
Если телефонный номер, набранный абонентом, начинается с «8-(код)», при этом значение «код» это:
- «код города», направлять звонки через «оператора междугородной связи»;
- «10-код страны», направлять звонок через «оператора IP-телефонии»;
- «901»-«997», направлять звонок через «оператора мобильной связи».

Во всех остальных случаях направлять звонок через телефонную сеть общего пользования.

## Применение
Основное применение технология LCR нашла в оборудовании для связи, предназначенном для корпоративного применения, это АТС (традиционные и IP-PBX), межсетевые шлюзы (GSM-шлюзы, VoIP-шлюзы) различное терминальное оборудование (системные телефонные аппараты, IP-телефоны и др.).
Пример использования LCR в многоканальном GSM-шлюзе
Если телефонный номер, набранный абонентом, начинается с «8-(код)», при этом значение «код» равно:
- «916», направлять звонки через канал шлюза с SIM-картой МТС;
- «903», направлять звонки через канал шлюза с SIM-картой БиЛайн;
- «926», направлять звонки через канал шлюза с SIM-картой Мегафон

и т. д.
Пример использования LCR в VoIP-шлюзе
Если в набираемом международном телефонном номере (набор: «8-10-код страны») значение «код страны» равно:
- «1», направлять звонки через «VoIP-оператора 1»;
- «49», направлять звонки через «VoIP-оператора 2»;
- «380», направлять звонки через «VoIP-оператора 3»

и т. д.